# Metropolitan Special Constabulary
Le Metropolitan Special Constabulary (MSC) est une force de police volontaire à temps partiel du Metropolitan Police Service. Créé il y a plus de 180 ans par la loi sur les agents de police spéciaux (Special Constables Act) de 1831, elle se compose actuellement de près de 5 000 agents.
Les agents du MSC détiennent les pleins pouvoirs et privilèges d'un agent de police en Angleterre et au Pays de Galles. Ils portent le même uniforme et s'engagent dans le même travail que les policiers ordinaires, comme les patrouilles à pied et en voiture (seul, avec un autre agent spécial ou avec un agent de police classique), participant au maintien de l'ordre lors d’événements majeurs.
Les agents spéciaux doivent effectuer un minimum de 200 heures en opérations chaque année, réparties sur un minimum de 16 heures par mois. Cependant, beaucoup font plus que le minimum.

## Nombre et répartition
Chaque unité de commandement opérationnel d’arrondissement (Borough Operational Command Unit - BOCU) qui fournit des services de police pour chacun des 32 borough de Londres a un contingent d’agents spéciaux, (Constable) généralement supervisé par un certain nombre de sergents spéciaux et un inspecteur spécial. Certains BOCU peuvent en avoir jusqu’à 150 agents MSC, Westminster a plus de 300, la grande majorité ont une cinquantaine d’agents.
Un certain nombre d’agent spéciaux sont parrainés par leur employeur dans le cadre de la politique de la prise en charge par l'employeur (Employer Supported Policing - ESP), dans lequel les employeurs libèrent leurs employés pour une période de temps définie tous les quinze jours pour exercer des fonctions de MSC.
Les agents spéciaux ont la liberté de choisir l'arrondissement où ils travaillent, leurs fonctions et leurs heures de travail. Les équipes dont ils font partie dépendent de leur BOCU - certains préfèrent charger leurs agents spéciaux de renforcer la sécurité des quartiers (Safer Neighbourhood Teams  - SNT), tandis que d'autres travaillent sur une variété d'autres opérations. Il y a trois unités de soutien opérationnel des MSC (Operational Support Units - OSU), qui sont chargés de fournir une force de police hautement visible et des patrouilles de maintien de l’ordre public dans le district de la police métropolitaine, habituellement les vendredi et samedi soir. Les OSU sont les principales unités dans lesquelles les agents spéciaux  sont régulièrement formés à la tactique de niveau 2 de l'ordre public, qui incluent les tactiques de protection et différents scénarios maintien de l'ordre public au Centre Gravesend de formation des spécialistes de la police métropolitaine (Metropolitan Police Specialist Training Centre - MPSTC). L’OSU procède régulièrement à des opérations avec le TSG et d'autres branches spécialisées de la Met et fournir des unités de supports de police (Police Support Unit) de différentes tailles, pour des manifestations diverses et des matchs de football. Il y a également un petit nombre d'agents spéciaux qui font partie des unités spécialisé des opérations centrales (Central Operations - CO) telles que l'unité d'appui à la Marine (Marine Support Unit), à l'aéroport d'Heathrow UCO (Heathrow Airport OCU), au trafic (Traffic OCU) et plus récemment le Commandement à la sécurisation des transports (Safer Transport Command - STC).
Actuellement, il y a un bouleversement de toute la structure de la MSC comme le nouveau commissaire estime qu'il est plus approprié que le MSC soit qualifié pour servir comme une unité de police de proximité, mettant ainsi plus de bottes dans les rues.

## Recrutement
Les agents spéciaux suivent un processus de recrutement bien précis de la candidature à leur recrutement. Il y a deux principales étapes dans la sélection des agents spéciaux appelé jour un et jour deux. Après une évaluation initiale, les candidats qualifiés sont invités à se rendre au centre de sélection au Collège de police de Hendon.
Jour Un: Il inclut un entretien d’une durée de 40-45 minutes et une évaluation écrite. Tout au long de la première journée, les qualités et les compétences suivantes sont évaluées: la prise de décision, la communication, la responsabilité personnelle, la résilience, respect de la diversité, l'orientation vers le client et le travail en équipe.
Jour Deux: Les candidats qui ont réussi à la première journée sont invités à revenir au centre de sélection pour la deuxième journée. Il s'agit d'un test d'aptitude à l’emploi, y compris un test de Léger et test d’effort. Les candidats subissent également un examen médical complet qui est effectué par une infirmière qui vérifie l’état de santé des candidats, y compris la vue et de l'ouïe.
Sécurité et filtrage: Si un candidat a réussi les deux étapes de sélection, ils doivent passer la sécurité ce qui peut prendre de quelques semaines à un an au maximum. Si les contrôles de sécurité et le filtrage sont satisfaisants, le candidat se voit offrir une place dans un cours de formation du MSC. Le taux de réussite des candidats est d'environ 1 pour 5.

## Formation et équipement
Le cours de formation du MSC se compose de vingt-trois jours de formation, incluant quatre jours de formation à la sécurité des agents et deux jours de formation aux premiers secours, le reste étant l'enseignement en salle de classe sur les connaissances et les compétences nécessaires aux agents pour exécuter leurs fonctions d’agents spéciaux. La formation est ponctuée par trois évaluations principales.
La livraison du cours est dispensée sous trois formes, que les recrues choisissent à leur convenance, soit un cours intensif de quatre semaines et trois jours, soit un cours le week-end qui se déroule généralement sur un dimanche par semaine au cours de quatre mois, ou encore un cours hybride composé de deux semaines de formation intensive suivie par des cours les treize week-ends (samedi ou dimanche) suivants. En plus de l'école de formation à Hendon, la formation se déroule désormais dans des sites locaux de formation dans Londres, dont Bethnal Green, Orpington et Barkingside. Après avoir terminé leur formation initiale, une formation complémentaire est fournie aux recrues dans leur unité locale, qui se poursuivra tout au long de leur carrière. Les agents du MSC sont formés pour surveiller les événements publics, et si les ressources le permettent, les agents peuvent également être formés à d’autres taches. Au cours de leurs formations les agents spéciaux sont dotés d’un uniforme et d’un équipement de protection individuel identique à ceux de leurs collègues en fonction (matraque, de menottes et bombe CS). Lorsque l'uniforme leur est donné, les agents spéciaux peuvent le porter pendant leur formation.
Une fois que des agents spéciaux ont terminé leur formation de base, ils prêtent le serment de la police lors d'une cérémonie, à New Scotland Yard ou Collège de la police de Hendon. Lors de cet événement, ils reçoivent leur carte de police et peuvent ensuite profiter des pleins pouvoirs et des privilèges d'un agent en Angleterre et au Pays de Galles et dans les eaux adjacentes.
Les agents du MSC ne reçoivent aucune rémunération pour les fonctions qu'ils exercent. Cependant, ils peuvent réclamer des frais de déplacement et de recevoir une allocation de subsistance. Ils peuvent également utiliser (en service ou en dehors) le métro londonien, le Docklands Light Railway, le réseau de bus londonien, le Tramlink et le London Overground, en vertu des accords avec les TFL, sur présentation de leur carte.

## État major
Le MSC est dirigé par un certain nombre de constables spéciaux classés administrativement, comme suit:
- Agent spécial (Special Constable)
- Sergent spécial (Special Sergeant, précédemment Sub Divisional Officer (SDO))
- Inspecteur spécial (Special Inspector, précédemment Divisional Officer (DO) or Borough Divisional Officer (BDO))
- Assistant du directeur (Assistant Chief Officer)
- Directeur (Chief Officer)

Nota: L'assistant du directeur et le directeur adjoint partagent le même insigne d'épaulette 
Le MSC est actuellement dirigé par le directeur Woolley Lorraine, qui était auparavant le directeur général adjoint du MSC. Son prédécesseur était John Barradell qui a démissionné le 16 avril 2007.
| Special Constable | Special Sergeant | Special Inspector | Special Chief Inspector | Assistant Chief Officer     | Chief Officer     |
| ----------------- | ---------------- | ----------------- | ----------------------- | --------------------------- | ----------------- |
| Special Constable | Special Sergeant | Special Inspector | Special Chief Inspector | Assistant Chief Officer MSC | Chief Officer MSC |